# Paweł Wiederman
Paweł Wiederman (właściwie Feiwel Wiederman, ur. 20 lutego 1889 w Krakowie, zm. po 1955 roku w Nowym Jorku) – pisarz żydowski, autor powieści Płowa Bestia, opisującej realizm życia i pogromu Żydów na terenie gett w Sosnowcu i Będzinie, która jest rarytasem na rynku antykwarycznym (jeden egzemplarz dostępny w Polsce, nigdy nie wznawiana).

## Życiorys
Paweł (Feiwel) Wiederman urodził się 20 lutego 1889 roku w Krakowie. Jego matką była Reisel Goldstoff (ur. 1856 w Krakowie), a ojcem – Chaim Wiederman (ur. 1856 w Kamieniec Litewski).
Uczęszczał do Gimnazjum Św. Anny w Krakowie, gdzie w 1910 roku zdał egzamin dojrzałości z wyróżnieniem. Następnie studiował prawo, filozofię i nauki polityczne na Uniwersytecie Jagiellońskim, na którym otrzymał stopień doktora praw oraz dyplom nauczyciela szkół średnich.
W czasie I wojny światowej walczył w armii austriackiej. Po wojnie zaangażował się w organizowanie średniego szkolnictwa żydowskiego w Polsce. W latach 1918–1923 był dyrektorem gimnazjum „Jabne” w Będzinie, a w latach 1923–1939 dyrektorem gimnazjum w Sosnowcu. Pisał artykuły o tematyce pedagogicznej i krajoznawczej. Brał czynny udział w życiu społecznym i politycznym, był radnym miasta Będzina. Był założycielem i prezesem Żydowskiego Towarzystwa Krajoznawczego w Zagłębiu Dąbrowskim, Oddziału Polskiego Związku Narciarskiego, Oddziału Towarzystwa „Nadzieja” dla ratowania zdrowia chorej młodzieży żydowskiej. Był członkiem Okręgowej Rady Szkolnej w Sosnowcu, Wydziału Głównego Towarzystwa „Nadzieja” w Krakowie, Wydziału Głównego Żydowskiego Towarzystwa Krajoznawczego w Warszawie, Towarzystwie Popierania Biblioteki Uniwersytetu Hebrajskiego w Jerozolimie. Został zapisany do Złotej Księgi Żydowskiego Funduszu Narodowego.
Jego żoną była Brajndla Chaja Hela (ur. 17 stycznia 1890 w Będzinie), z którą zawarł ślub w Będzinie 30 listopada 1917. Mieli syna Benedykta Berka Wiedermana (ur. 9 kwietnia 1928 w Krakowie).
Podczas okupacji niemieckiej w latach 1939–1943 pracował w Centrali Żydowskich Rad Starszych Wschodniego Górnego Śląska (Zentrale der Ältestenräte der jüdischen Kultusgemeiden in Ost-Oberschlesien), gdzie organizował szkolnictwo powszechne oraz zawodowe w ramach przekwalifikowania zawodowego ludności żydowskiej. W kwietniu 1943 był zameldowany z rodziną w getcie sosnowieckim przy ul. Siedlerzeile 18. Od grudnia 1943 do lipca 1944 roku ukrywał się prawdopodobnie na terenie Środuli. Jego żona i syn trafili w 1943 roku do transportu do Auschwitz-Birkenau, gdzie zginęli.
Po wojnie w 1945 znalazł się w amerykańskiej strefie w Monachium, gdzie został zaangażowany do pracy w dziale propagandy dowództwa europejskiego armii Stanów Zjednoczonych (EUCOM). Korzystając z dostępu do drukarni opublikował swoje notatki z getta w powieści pod tytułem Płowa Bestia. Przed 1950 rokiem wyjechał z Monachium do Izraela. W 1955 roku mieszkał na przedmieściach Nowego Jorku. Nieznane są jego dalsze losy i data zgonu.